# Приорская улица
Приорская улица (укр. Пріорська вулиця) — улица в Оболонском районе города Киева. Пролегает от улицы Вышгородская до улицы Коноплянская, исторически сложившаяся местность (район) Приорка, Вышгородский массив.
Примыкают улицы Макеевская, Автозаводская, Новозабарская, Бережанская.
По названию улицы именуются остановки общественного транспорта по Вышгородской и Автозаводской улицам.

## История
Новозападинская улица — по названию Западинской улицы, будучи её продолжением — возникла в 19 веке. В период 1930-1940-е годы улица застраивалась 3-этажными квартирными домами.
5 июля 1955 года Новозападинская улица преобразована в переулок под названием Радомышльский переулок — в честь города Радомышль, согласно Решению исполнительного комитета Киевского городского совета депутатов трудящихся № 857 «Про переименование улиц города Киева» («Про перейменування вулиць м. Києва»).
В связи с переименованием улицы Полупанова на улицу Ярославов Вал в 1962 году, 26 августа 1963 года Радомышльский переулок преобразован в улицу под названием улица Полупанова — в честь советского военного деятеля Андрея Васильевича Полупанова, согласно Решению исполнительного комитета Киевского городского совета депутатов трудящихся № 1247 «Про наименование и переименование улиц и площадей города Киева» («Про найменування та перейменування вулиць та площь м. Києва»).
В связи с перепланированием улиц и затем фактической ликвидацией Старозабарской улицы в 1983 году, дом № 62 бывшей улицы был отнесён к улице Полупанова с сохранением нумерации (№ 62), дом № 166 — к улице Поперечной с изменением нумерации на № 13, согласно Решению исполнительного комитета Киевского городского совета депутатов трудящихся от 18.04.1983 № 613 «Про упорядочивание наименований и переименование улиц города Киева» («Про найменування та перейменування вулиць та площь м. Києва»). 
19 февраля 2016 года улица получила современное название — в честь исторической местности Приорка, где улица пролегает, согласно Распоряжению Киевского городского главы № 125/1 «Про переименование бульвара, улиц, площадей и переулков в городе Киеве» («Про перейменування бульвару, вулиць, площі та провулків у місті Києві»). 
В 2017 году был сдан в эксплуатацию 23-этажный дом №16 — ЖК «Вышиванка» — расположенный перед примыканием Автозаводской улицы.

## Застройка
Улица пролегает в восточном направлении.
Парная и непарная стороны улицы занята малоэтажной (3-этажные дома) и частично многоэтажной (два 9-этажных дома, один 23-этажный) жилой застройкой, в конце улицы (после примыкания Автозаводской улицы) — нежилой застройкой. 
Учреждения:
1. дом № 3А — гостиница «Колос»
2. дом № 21 — украинский научно-исследовательский институт по строительству трубопроводов
3. дом № 21 — офисный центр: торговый дом «Партнёр»

Мемориальные доски:
1. дом № 6 — Улица названа именем Андрея Васильевича Полупанова — демонтирована в 2015 году — комментарий именования улицы